# Gregg Hansford
Gregg Hansford (East Brisbane, 8 aprile 1952 – Phillip Island, 5 marzo 1995) è stato un pilota motociclistico australiano.

## Carriera
Partecipa, nel 1978, ai mondiali 250 e 350, ottenendo quattro vittorie, quattro secondi posti, un terzo posto e due pole position in 250 e tre vittorie, due secondi posti e tre pole position in 350. In 250 termina 2º con 118 punti, in 350 3º con 76.
Nel 1979 corre nelle stesse categorie, con sei secondi posti e quattro pole position in 250 e tre vittorie, due secondi posti e due pole position in 350. In 250 termina 2º con 81 punti, in 350 3º con 77 punti.
Nel 1980 corre un Gran Premio in 350, ottenendo 6 punti, e uno in 500, senza ottenere punti. Corre un altro Gran Premio nel 1981 in 500, senza ottenere punti.
Ha sempre corso a bordo di una Kawasaki. Trova la morte sul circuito di Phillip Island, in Australia, il 5 marzo 1995, durante una gara di Super-Turismo.

## Risultati nel motomondiale

### Classe 250
| 1978 | Classe | Moto     |     |   |    |   |   |   |     |   |   |     |   |   |   | Punti | Pos. |
| ---- | ------ | -------- | --- | - | -- | - | - | - | --- | - | - | --- | - | - | - | ----- | ---- |
| 1978 | 250    | Kawasaki | Rit | 1 | NE | 1 | 2 | 3 | Rit | 1 | 2 | Rit | 2 | 2 | 1 | 118   | 2º   |

| 1979 | Classe | Moto     |   |    |   |     |   |   |   |   |   |   |     |    |   | Punti | Pos. |
| ---- | ------ | -------- | - | -- | - | --- | - | - | - | - | - | - | --- | -- | - | ----- | ---- |
| 1979 | 250    | Kawasaki | 7 | NE | 6 | Rit | 2 | 2 | 2 | - | 2 | 2 | Rit | 15 | 2 | 81    | 2º   |

| Legenda | 1º posto        | 2º posto            | 3º posto            | A punti      | Senza punti        | Grassetto – Pole position Corsivo – Giro più veloce |
| Legenda | Gara non valida | Non qual./Non part. | Ritirato/Non class. | Squalificato | '-' Dato non disp. | Grassetto – Pole position Corsivo – Giro più veloce |

### Classe 350
| 1978 | Classe | Moto     |     |    |   |   |   |   |    |   |     |     |     |   |   | Punti | Pos. |
| ---- | ------ | -------- | --- | -- | - | - | - | - | -- | - | --- | --- | --- | - | - | ----- | ---- |
| 1978 | 350    | Kawasaki | Rit | NE | 7 | 1 | 2 | 8 | NE | 1 | Rit | Rit | Rit | 2 | 1 | 76    | 3º   |

| 1979 | Classe | Moto     |    |    |     |   |   |     |   |    |    |   |   |   |     | Punti | Pos. |
| ---- | ------ | -------- | -- | -- | --- | - | - | --- | - | -- | -- | - | - | - | --- | ----- | ---- |
| 1979 | 350    | Kawasaki | 12 | 13 | Rit | 1 | 2 | Rit | 1 | NE | NE | 1 | 2 | 4 | Rit | 77    | 3º   |

| 1980 | Classe | Moto     |  |    |  |    |  |    |    |  |  |   |  |  |  | Punti | Pos. |
| ---- | ------ | -------- |  | -- |  | -- |  | -- | -- |  |  | - |  |  |  | ----- | ---- |
| 1980 | 350    | Kawasaki |  | NE |  | NE |  | NE | NE |  |  | 5 |  |  |  | 6     | 17º  |

| Legenda | 1º posto        | 2º posto            | 3º posto            | A punti      | Senza punti        | Grassetto – Pole position Corsivo – Giro più veloce |
| Legenda | Gara non valida | Non qual./Non part. | Ritirato/Non class. | Squalificato | '-' Dato non disp. | Grassetto – Pole position Corsivo – Giro più veloce |

### Classe 500
| 1980 | Classe | Moto     |  |  |  |    |  |  |  |  |    |     |  |  |  |  | Punti | Pos. |
| ---- | ------ | -------- |  |  |  | -- |  |  |  |  | -- | --- |  |  |  |  | ----- | ---- |
| 1980 | 500    | Kawasaki |  |  |  | NE |  |  |  |  | NE | Rit |  |  |  |  | 0     |      |

| 1981 | Classe | Moto     |    |  |  |  |  |    |  |    |  |  |  |  |  |    | Punti | Pos. |
| ---- | ------ | -------- | -- |  |  |  |  | -- |  | -- |  |  |  |  |  | -- | ----- | ---- |
| 1981 | 500    | Kawasaki | NE |  |  |  |  | NE |  | 14 |  |  |  |  |  | NE | 0     |      |

| Legenda | 1º posto        | 2º posto            | 3º posto            | A punti      | Senza punti        | Grassetto – Pole position Corsivo – Giro più veloce |
| Legenda | Gara non valida | Non qual./Non part. | Ritirato/Non class. | Squalificato | '-' Dato non disp. | Grassetto – Pole position Corsivo – Giro più veloce |